# Eleodoro Romero Salcedo
Eleodoro Romero Salcedo, (Lambayeque, 12 de mayo de 1855-Lima, 7 de junio de 1931) fue un abogado, magistrado, catedrático universitario y político peruano. Fue ministro de Justicia, Culto e Instrucción (1899-1900) y Senador por Amazonas.

## Biografía
Fue hijo de Ignacio Romero y Ángela Salcedo Taforó. Uno de sus hermanos fue Eulogio Romero Salcedo, quien destacó también como abogado y político. El presidente Augusto B. Leguía Salcedo fue su primo hermano. 
En 1873 ingresó a la Universidad de San Marcos donde se graduó de bachiller (1879), licenciado (1881) y doctor en Jurisprudencia (1883). Luego se recibió de abogado en 1884.
Durante la Guerra del Pacífico se enroló en la reserva y luchó en la batalla de Miraflores, librada en las afueras de Lima, el 15 de enero de 1881. Hecha la paz, se inició en la docencia como profesor de San Marcos (1884). Dictó la cátedra de Historia del Derecho Peruano, y eventualmente las asignaturas de Derecho Penal y Derecho Civil. Llegó a ser decano de la Facultad de Jurisprudencia (1910-1918).
Se casó con Hortensia López de Romaña Castresana, hija del presidente Eduardo López de Romaña.[cita requerida]
Abrió un estudio jurídico en Lima, y como anécdota, se cuenta que Víctor Raúl Haya de la Torre, entonces estudiante universitario, consiguió allí un trabajo de amanuense, por la modesta paga de cincuenta soles mensuales, que apenas le alcanzaba para sobrevivir.
Asimismo, fue Secretario del Concejo Provincial de Lima (1885-88); Secretario de la legación en Italia (1889); Ministro de Justicia, Culto e Instrucción al iniciarse el gobierno de Eduardo López de Romaña (1899-1900), cargo que renunció por motivos de salud; y senador por el departamento de Amazonas (1902-1904 y 1906).
Fue también decano del Colegio de Abogados de Lima (1917), director de la Sociedad de Beneficencia Pública de Lima (1919-20), delegado ante la Sociedad de las Naciones (1920-1921), vocal de la Corte Suprema de Justicia (1921-1926) y embajador ante la Santa Sede (1926-1930).

## Publicación
- Historia del Derecho Peruano (1901).